# لور پکنیوت

## مقدمه
لور پکنیوت (Laure Pequegnot؛ زاده ۳۰ سپتامبر ۱۹۷۵ در اشیرول، فرانسه)، اسکی‌باز حرفه‌ای در رشته اسکی آلپاین است که تخصص اصلی او در مسابقات اسلالوم (Slalom) است. پکنیوت یکی از اسکی‌بازان برجسته زن در تاریخ ورزش‌های زمستانی فرانسه به شمار می‌رود. او مهم‌ترین افتخار ورزشی خود را در بازی‌های المپیک زمستانی ۲۰۰۲ سالت‌لیک‌سیتی به دست آورد که موفق به کسب مدال نقره در رشته اسلالوم شد.
پکنیوت در طول دوران حرفه‌ای خود همچنین بارها در رقابت‌های معتبر جام جهانی اسکی آلپاین (FIS Alpine Ski World Cup) روی سکو رفت و نام خود را به عنوان یکی از چهره‌های شاخص این رشته مطرح کرد. وی به دلیل تکنیک برجسته، سرعت واکنش بالا، و مهارت در مانورهای پیچیده پیست‌های اسلالوم شناخته می‌شود.
لور پکنیوت پس از بازنشستگی از ورزش حرفه‌ای، همچنان چهره‌ای معتبر و مورد احترام در حوزه اسکی است و تجربه ورزشی خود را از طریق مربیگری، مشارکت در برنامه‌های رسانه‌ای و فعالیت‌های آموزشی به نسل جدید ورزشکاران انتقال می‌دهد.

## زندگی شخصی و اوایل زندگی
لور پکنیوت در ۳۰ سپتامبر ۱۹۷۵ در شهر اشیرول (Échirolles)، واقع در ناحیهٔ ایزر (Isère) در جنوب شرقی فرانسه، متولد شد. اشیرول در حومهٔ شهر گرونوبل قرار دارد، منطقه‌ای کوهستانی که به‌عنوان یکی از مراکز اصلی ورزش‌های زمستانی در فرانسه شناخته می‌شود. این محیط طبیعی و فرهنگی، بستری مناسب برای علاقه‌مندی و رشد در رشتهٔ اسکی فراهم می‌آورد.
پکنیوت از سنین کودکی به ورزش اسکی علاقه‌مند شد و استعداد خود را در این رشته نشان داد. او به باشگاه ورزشی CS Douanes L'Alpe d'Huez پیوست، جایی که آموزش‌های حرفه‌ای را در زمینهٔ اسکی آلپاین، به‌ویژه در رشتهٔ اسلالوم، دریافت کرد. این باشگاه در منطقهٔ آلپ دوز قرار دارد و به‌عنوان یکی از مراکز معتبر آموزش اسکی در فرانسه شناخته می‌شود.
اطلاعات دقیقی دربارهٔ تحصیلات رسمی یا علاقه‌مندی‌های شخصی پکنیوت در منابع عمومی موجود نیست. با این حال، بر اساس اطلاعات منتشرشده توسط فدراسیون بین‌المللی اسکی (FIS)، او به فعالیت‌هایی مانند سینما، خرید و آشپزی علاقه‌مند است .

## حرفه ورزشی

#### آغاز فعالیت حرفه‌ای
لور پکنیوت در سال ۱۹۹۴ با کسب مدال طلای اسلالوم در مسابقات قهرمانی جهان جوانان در لیک پلاسید، استعداد خود را در سطح بین‌المللی به نمایش گذاشت. او در ۲۷ نوامبر ۱۹۹۴ با کسب مقام بیستم در مسابقات اسلالوم پارک سیتی، نخستین امتیاز خود را در جام جهانی اسکی آلپاین به دست آورد. در سال‌های ابتدایی حضورش در سطح حرفه‌ای، با چالش‌هایی مواجه بود و نتایج متغیری کسب می‌کرد. اما در فصل ۱۹۹۷–۱۹۹۸، با کسب رتبه‌های پی‌درپی در ده نفر برتر، پیشرفت قابل‌توجهی داشت و در ۱۱ ژانویه ۱۹۹۸ در بورمیو به مقام چهارم رسید. او در المپیک زمستانی ۱۹۹۸ در ناگانو شرکت کرد، اما در اسلالوم موفق به اتمام مسابقه نشد.

#### حضور در رقابت‌های جهانی
پکنیوت در چهار دوره از مسابقات قهرمانی جهان اسکی آلپاین شرکت کرد:
- ۱۹۹۹ در ویل/بیور کریک: در اسلالوم شرکت کرد اما موفق به اتمام مسابقه نشد.
- ۲۰۰۱ در سنت آنتون: در اسلالوم شرکت کرد اما موفق به اتمام مسابقه نشد.
- ۲۰۰۳ در سنت موریتز: در اسلالوم به مقام هفتم دست یافت.
- ۲۰۰۵ در بورمیو: در مسابقه تیمی مدال برنز کسب کرد.

#### موفقیت در بازی‌های المپیک زمستانی ۲۰۰۲ (سالت لیک سیتی)
در المپیک زمستانی ۲۰۰۲ در سالت لیک سیتی، پکنیوت در رشته اسلالوم با زمان کلی ۱:۴۶.۱۷ دقیقه، پس از یانیکا کوستلیچ از کرواسی، مدال نقره را کسب کرد. این موفقیت، نخستین مدال المپیک او و یکی از برجسته‌ترین دستاوردهای دوران حرفه‌ای‌اش بود.

#### رکوردها و دستاوردها
- قهرمانی در جام جهانی اسلالوم: در فصل ۲۰۰۱–۲۰۰۲، پکنیوت با کسب سه پیروزی در مسابقات اسلالوم در کوپر مانتین (۲۲ نوامبر ۲۰۰۱)، زالباخ (۱۳ ژانویه ۲۰۰۲) و اوره (۳ فوریه ۲۰۰۲)، عنوان قهرمانی اسلالوم جام جهانی را به دست آورد.
- مجموع دستاوردها در جام جهانی:
  - ۳ پیروزی در اسلالوم
  - ۸ بار حضور در سکوی قهرمانی (۳ طلا، ۴ نقره، ۱ برنز)
  - ۳۳ بار حضور در ده نفر برتر در مسابقات اسلالوم
- مدال‌های بین‌المللی:
  - مدال نقره در اسلالوم المپیک زمستانی ۲۰۰۲
  - مدال برنز در مسابقه تیمی قهرمانی جهان ۲۰۰۵
- قهرمانی‌های ملی:
  - پنج بار قهرمان فرانسه در اسلالوم (۱۹۹۸، ۲۰۰۳، ۲۰۰۴، ۲۰۰۵) و ترکیبی (۱۹۹۵)

#### پایان دوران حرفه‌ای
پکنیوت پس از شرکت در المپیک زمستانی ۲۰۰۶ در تورین، که در آن در اسلالوم حذف شد، در ۱۷ مارس ۲۰۰۶ در مسابقه اسلالوم جام جهانی در اوره با کسب مقام سیزدهم، آخرین حضور خود را در سطح بین‌المللی ثبت کرد. او در آوریل ۲۰۰۶ از دنیای اسکی حرفه‌ای کناره‌گیری کرد.

## مسابقات مهم و نتایج آن‌ها

#### المپیک زمستانی ۲۰۰۲ (Salt Lake City)
لور پکنیوت در بازی‌های المپیک زمستانی ۲۰۰۲ سالت‌لیک‌سیتی به اوج دوران ورزشی خود رسید. او در مسابقه اسلالوم زنان با زمان مجموع ۱:۴۶٫۱۷ دقیقه، پس از یانیکا کوستلیچ (Janica Kostelić) از کرواسی، موفق به کسب مدال نقره شد. این موفقیت، او را به نخستین زن فرانسوی بدل کرد که پس از سال ۱۹۷۲ موفق به کسب مدال اسلالوم المپیک شد.
رده‌بندی نهایی اسلالوم زنان المپیک ۲۰۰۲:
1. یانیکا کوستلیچ (کرواسی) – طلا
2. لور پکنیوت (فرانسه) – نقره
3. آنجا پائرسن (سوئد) – برنز

#### مسابقات جهانی اسکی آلپاین
لور پکنیوت در چهار دوره از مسابقات قهرمانی جهان اسکی آلپاین FIS حضور داشته است:
- ۱۹۹۹ ویل/بیور کریک (Vail/Beaver Creek):
  - شرکت در اسلالوم – موفق به اتمام مسابقه نشد.
- ۲۰۰۱ سنت آنتون (St. Anton):
  - شرکت در اسلالوم – موفق به اتمام مسابقه نشد.
- ۲۰۰۳ سنت موریتز (St. Moritz):
  - مقام هفتم اسلالوم.
- ۲۰۰۵ بورمیو (Bormio):
  - شرکت در مسابقه تیمی و کسب مدال برنز تیمی برای فرانسه.

#### جام جهانی اسکی آلپاین (FIS Alpine Ski World Cup)
دستاوردهای کلیدی لور پکنیوت در جام جهانی اسکی آلپاین:
- ۳ پیروزی (قهرمانی) در اسلالوم:
  - کوپر مانتین (Cooper Mountain) – ۲۲ نوامبر ۲۰۰۱
  - زالباخ (Saalbach) – ۱۳ ژانویه ۲۰۰۲
  - اوره (Åre) – ۳ فوریه ۲۰۰۲
- مجموع پودیوم‌ها:
  - ۸ بار روی سکو (۳ طلا، ۴ نقره، ۱ برنز)
- مقام اول اسلالوم جام جهانی فصل ۲۰۰۱–۲۰۰۲
  - برنده عنوان کلی اسلالوم زنان (Slalom World Cup Title)
- ۳۳ بار حضور در بین ۱۰ نفر برتر در مسابقات اسلالوم جام جهانی

#### جمع‌بندی آماری
| رقابت               | طلا | نقره | برنز     | بهترین رتبه |
| ------------------- | --- | ---- | -------- | ----------- |
| المپیک زمستانی      | ۰   | ۱    | ۰        | دوم (۲۰۰۲)  |
| قهرمانی جهان        | ۰   | ۰    | ۱ (تیمی) | هفتم (۲۰۰۳) |
| جام جهانی (اسلالوم) | ۳   | ۴    | ۱        | اول (۲۰۰۲)  |

منابع برای این اطلاعات:
https://www.fis-ski.com/DB/general/athlete-biography.html?competitorid=46918&sector=AL
https://www.olympedia.org/athletes/99460
https://en.wikipedia.org/wiki/Laure_Pequegnot